# Phelister sculpturatus
Phelister sculpturatus är en skalbaggsart som beskrevs av Schmidt 1893. Phelister sculpturatus ingår i släktet Phelister och familjen stumpbaggar. Inga underarter finns listade i Catalogue of Life.